# صدفة بحرية

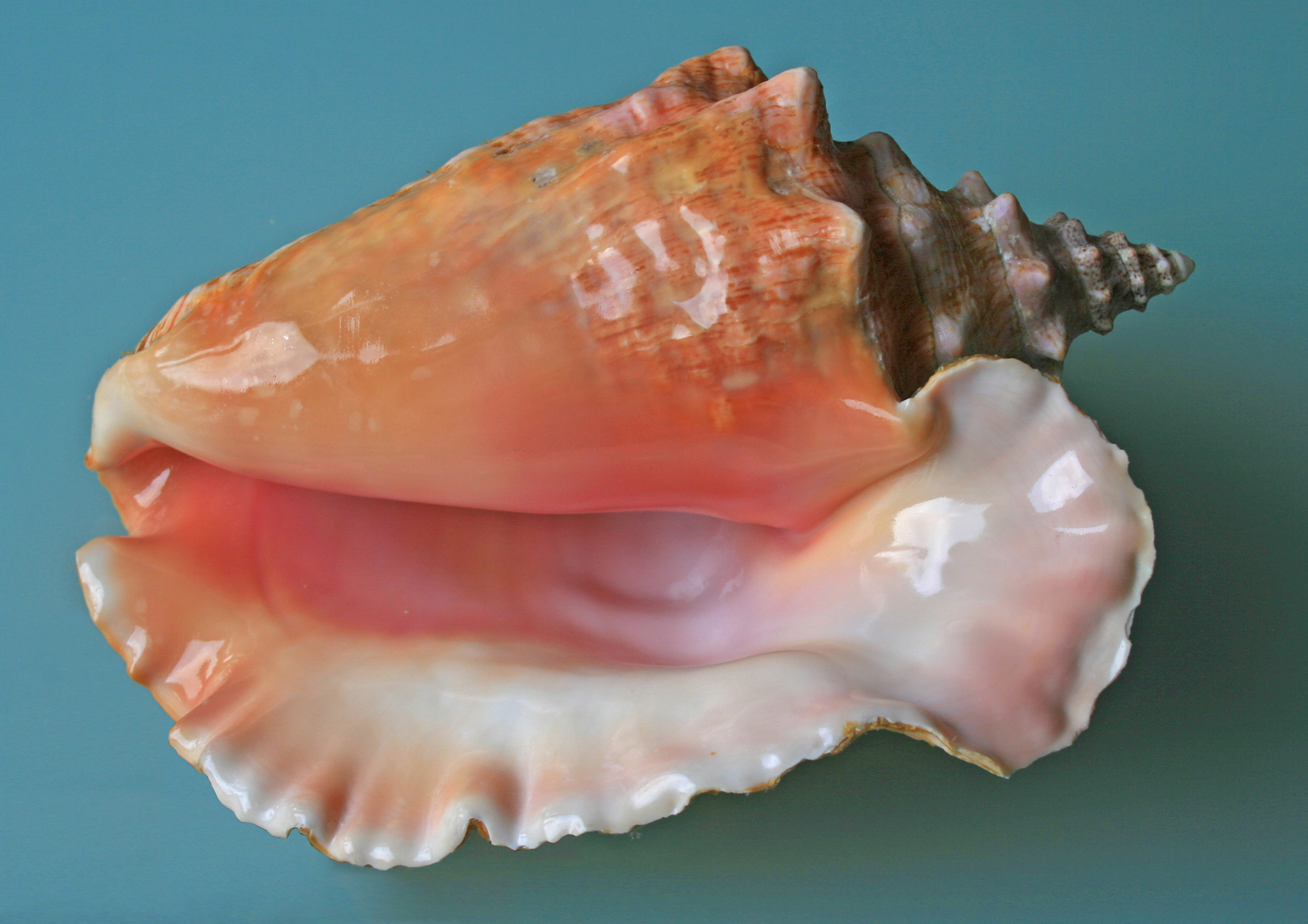
منظر سفلي لصدفة كبيرة من محار الملكة لابتوس غيغاس ، من ترينيداد وتوباجو

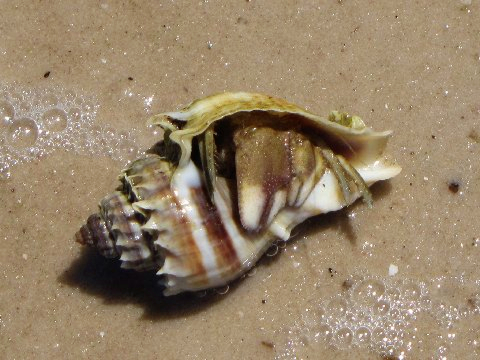
صدفة من محار تاج فلوريدا ميلونغينا كورونا (Melongena corona) التي يسكنها السرطان الناسك (hermit crab)

صدفة(بالإنجليزية: Seashell)‏ هو الاسم الشائع الذي يُطلق على عدد من حلزونيات البحر ذات الحجم المتوسط أو الكبير أو صدف.
وينطبق المصطلح بشكل عام على حلزونيات البحر الكبيرة التي تحتوي على قمة مستدقة عالية وقناة أنبوبية (تصل إلى رأسٍ في كلا طرفي الصدفة).
يعتبر الصدف الحقيقي بحري بطني الأرجل رخوي في فصيلة ستورم بيديا (Strombidae)، وتحديدًا في جنس ستورمبص (Strombus) وغيره من الأجناس الوثيقة الصلة مثل ايستورمباص (Eustrombus).
هناك أيضًا العديد من الأنواع التي غالبًا ما تُسمى «صدفًا» والتي هي ليست في فصيلة ستورمبيديا (Strombidae)، ومن هذه الأنواع أنواعالباذنجانيات (Melongena) (فصيلة الباذنجانيات) (Melongenidae)، والمحار الحصان بليوروبلوكا غيغانتيا (Pleuroploca gigantea) (فصيلة فاسيولاريديا) (Fasciolariidae). كما أنها تشمل أيضًا الشانك المقدس أو بشكل أصح محار شنكا (Shankha) ( توربينيلا بيروم) (Turbinella pyrum) وغيرها من أنواع تربينيلا في فصيلة تربينيليديا (Turbinellidae).

## الغذاء

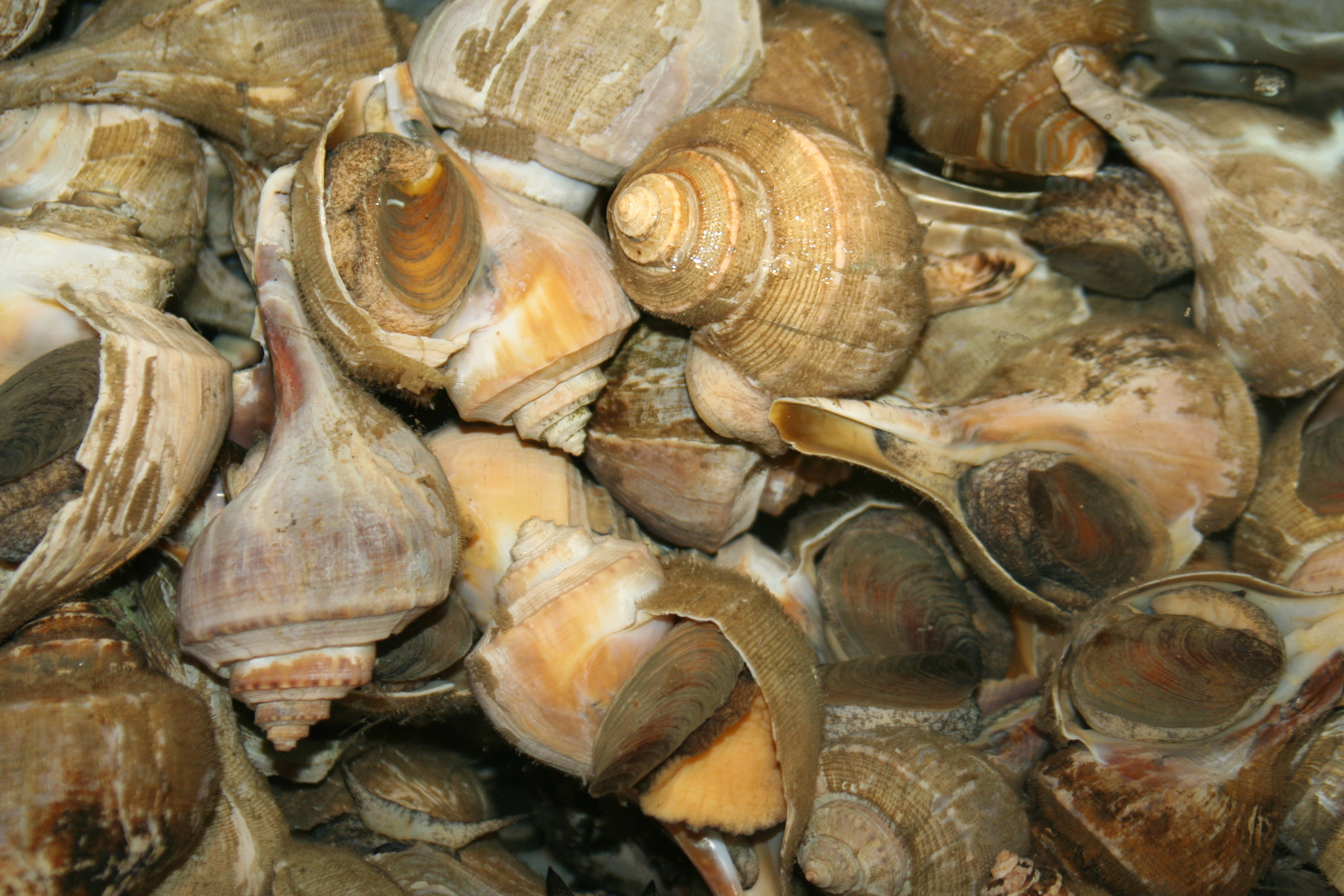
مجموعة من محار الشرق الكبير أو الولكيات (whelks) من أنواع بوسيكوتيبوس كناليكولاتوس (Busycotypus canaliculatus) للبيع في سوق المأكولات البحرية في كاليفورنيا

وبكونه الثاني في الشعبية إلى القوقعة (escargot) الحلزونيات الصالحة للأكل، يتم استخدام لحوم المحار كغذاء، وإما أن يؤكل خامًا، كما في السلطات، أو مطبوخًا، كما في الفطائر (fritters)، والحساء (chowders)، والبامية (gumbos)، والبرغر. وجميع أجزاء لحم المحار صالحة للأكل. ومع ذلك، يجد بعض الأشخاص أن الجزء الشهي هو اللحم الأبيض فقط.
وفي مطابخ شرق آسيا، غالبًا ما يتم تقطيع هذه المأكولات البحرية إلى شرائح رقيقة ثم يتم طهيها بالبخار أو مقلي على الطريقة الصينية (stir-fried)
في جزر الهند الغربية (و جزر تركس وكايكوس على وجه الخصوص)، يأكل السكان المحليون المحار في الحساء (حساء الكالالو (Callaloo) المعروف) والسلطات. وتقدم المطاعم في جميع أنحاء الجزر هذا اللحم بصفة خاصة.
في جزر تركس وكايكوس يقام مهرجان المحار السنوي في شهر نوفمبر من كل عام، في حانة/مطعم الملكات الثلاث في التلال الزرقاء. وتتنافس المطاعم المحلية في تقديم أفضل أطباق المحار وأكثرها ابتكارًا، ويقوم طهاة دولييون بالحكم عليها. حيث يتم أخذ عينات من الأطباق مجانًا بعد، وهناك مسابقات أخرى، إقامة الفعاليات والموسيقى في المساء، مما يجعل هذا المهرجان حدثًا شعبيًا جدا لسكان الجزر وللسياح.
وفي جزيرة غرناطة، عادةً ما يتم أكل المحار في الكاري أو في حساء حار. ويسمى محليًا بلامبي.
في بورتوريكو، يتم تقديم محارة باسم سفيش (ceviche) وغالبًا ما يسمى «انسالادا دي كاروتو» (سلطة المحار): تتكون من المحار الخام منقع في عصير الليمون، وزيت الزيتون، والخل، والثوم، والفلفل، الأخضر، والبصل. 

## الآلات الموسيقية
يمكن استخدام صدف المحار كآلات نفخ. ويتم إعدادها عن طريق إحداث ثقب في القمة المستدقة بالصدفة بالقرب من الرأس، ثم النفخ في الصدفة كما لو كانت بوقًا، كما هو الحال في الأبواق المصنوعة من القرون. وفي بعض الأحيان يتم استخدام قطعة تُوضع في الفم، ولكن بعض أبواق الصدف يتم العزف بها دون استخدام هذه القطعة.
يمكن تحويل أنواع مختلفة من صدف الحلزون (gastropod shells) إلى «أبواق نفخ»، ولكن هناك بعض الأنواع المستخدمة أكثر شهرةً مثل الشانك المقدس أو شنكا (shankha) توربينيلا بيروم (Turbinella pyrum)، و«بوق تريتون» في كرونيا تراتونيز (Charonia tritonis)، ومحار الملكة سترومبص غيغاز (Strombus gigas).

## اللؤلؤ
يمكن للعديد من الأنواع المختلفة للرخويات أن تنتج اللؤلؤ. ويعتبر اللؤلؤ الذي ينتجه محار الملكة، سترومبص غيغاز، من اللآلئ النادرة ولقد كان محط اهتمام هواة الجمع منذ العصر الفيكتوري. وتوجد مجموعة متنوعة الألوان من لؤلؤ المحار، بما في ذلك الأبيض والبني والبرتقالي والعديد من الظلال التي تتوسطه، ولكن اللون الوردي هو أكثر الألوان ارتباطًا بلؤلؤ المحار، حتى أنه في بعض الأحيان يتم الإشارة إلى هذه اللآلئ بمجرد «اللؤلؤ الوردي». في بعض نصوص علوم الأحجار الكريمة، دائمًا ما يشار إلى لؤلؤ البطنيات غير الصدفية «بالتكتلات الجيرية» لأنه «خزفي» (لامع ويشبه الخزف في مظهره)، وليس «صدفي» (بلمعان لؤلؤي)، ويُطلق عليه أحيانًا اسم «اللؤلؤ المتألق». الآن تستخدم كل من الهيئة العامة للمعلومات (GIA) والاتحاد العالمي للمجوهرات (CIBJO) مصطلح «اللؤلؤ» فقط - أو، عند الاقتضاء، يتم استخدام مصطلح أكثر وصفًا وهو «اللؤلؤ غير الصدفي» - عند الإشارة إلى هذه المواد وبموجب قواعد لجنة التجارة الفيدرالية، قد تتم الإشارة إلى العديد من لؤلؤ الرخويات باسم «اللؤلؤ» دون قيد أو شرط.
وعلى الرغم من كونه غير صدفي، يتميز سطح لؤلؤ المحار بمظهر فريد وجذاب من تلقاء نفسه. تضم البنية المجهرية للؤلؤ المحار حزمًا من الألياف البلورية المصطفة جزئيًا مما يكسبها انعكاسًا براقًا، قزحي الألوان (iridescent) قليلاً يُعرف باسم «هيكل اللهب». الانعكاس هو شكل من أشكال البريق، ناجمٌ عن التفاعل بين أشعة الضوء مع البلورات الدقيقة في سطح اللؤلؤة، ويشبه إلى حد ما حرير نسيج مموج (Moire).

## استخدامات أخرى

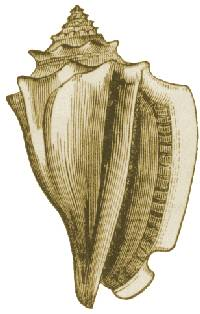
رسم لصدفة سترومبص ألاتوس، محار فلوريدا المكافح

- يتم استخدام الصدف للزينة، وكآنية للزرع، وفي عمل الأحجار الكريمة المنقوشة
- في فن المايا الكلاسيكي، يظهر المحار وهو يجري استخدامه بطرق متعددة منها المحابر وآنية الطلاء لنخبة الكتاب، وأبواق، وكأسلحة يدوية (يحملها المقاتلون بوضع أيديهم في فتحتها).
- استخدم بعض السكان الأصليين الأمريكيين خرز أعمدة المحارة الأسطواني كجزء من زينة الصدريات وزينات شخصية أخرى.[8]
- في بعض المقابر الكاريبية ومقابر الأمريكيين الأفارقة، يتم وضع صدف المحار على القبور.[9]
- في بعض بلدان منطقة البحر الكاريبي، يتم بيع محار الملكة الملمع (سترومبص غيغاز)، أو الأجزاء المصقولة، بشكل أساسي للسياح كهدايا تذكارية أو في الحلي. واستجابةً لتوصية من اتفاقية الاتجار الدولي في الأنواع المهددة بالانقراض (CITES) عام 2003، قامت بعض البلدان في منطقة البحر الكاريبي بحظر تصدير صدف محارة الملكة. كما حثت اتفاقية الاتجار الدولي في الأنواع المهددة بالانقراض جميع البلدان على حظر استيراد صدف محار الملكة من البلدان التي لا تمتثل لتوصياتها المتعلقة بإدارة مصايد الأسماك. ولقد تم إغلاق مصايد محار الملكة في العديد من البلدان.[10] وقد تتم مصادرة المحار أو أجزاء المحار التي ينقلها السائحون إلى أوطانهم من البلدان التي لا تمتثل للاتفاقية أثناء عودتهم إلى أوطانهم عند التخليص الجمركي. وفي بريطانيا، يُعتبر صدف المحار تاسع أكثر الواردات المقيدة.[11]
- يتم أحيانًا استخدام صدف المحار كمادة بناء، إما عوضًا عن الطوب، أو ككتل كبيرة لطمر النفايات.
- في غرناطة، يستخدم الصيادون صدف المحار كبوق ليعلنوا للمجتمع أن الأسماك متاحة للبيع. كما يستخدم في بعض الأحيان في الكرنفلات الشعبية حيث يقام قداس دياب دياب (جاب جاب) ويتم نفخ صدف المحار كجزء من الاحتفالات. وخاصة في غواديلوب، من غير المألوف أن نسمع أصوات صدف المحار يتم نفخها بالقرب من الموانئ في الفجر وأثناء أوقات الكرنفال أيضًا. وتجعل العديد من الفرق الموسيقية صدفة المحار أداة أساسية للعزف.
- في جزر البهاما، يتم تضمين صدف المحار المكسور أو المقلوب في قمم الجدران الخارجية للحفاظ على أمن البيت؛ حيث يكون الصدف المقلوب أو المكسور حادًا بدرجة كافية لجرح أي متسلل يحاول القفز أو الزحف فوق الجدران.

## الدين

### الهندوسية

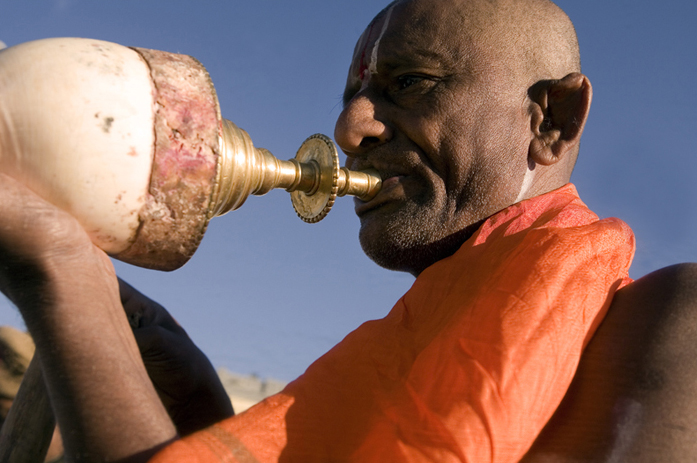
كاهن هندوسي يقوم بنفخ صدفة شنج (توربينيلا بيروم (Turbinella pyrum)).

غالبًا ما يُشار إلى صدفة شانكا (صدفة توربينيلا بيروم (Turbinella pyrum)، نوع من فصيلة البطنيات التوربينيليديا (Turbinellidae) في الغرب كصدفة المحار، أو صدفة شانك. يتم استخدام هذه الصدفة كأحد العناصر الطقوسية في الهندوسية. ويتم استخدام الصدفة كبوق شعائري، كجزء من الممارسات الدينية، على سبيل المثال طقوس تكريم الآلهة (Puja). يدوي بوق الشانك أثناء العبادة في مواضع محددة، مصاحبًا للأجراس الشعائرية والغناء. ونظرًا لكونها أداة بهجة واستبشار، فغالبًا ما يتم العزف عليها في طقوس بوجا لتكريم إلهة الرفاهية والرخاء (Lakshmi) في المعبد أو في المنزل.
تلعب المحارة المقدسة دورًا مميزًا في قصة دروفا (Dhruva). يقوم محارب الهند القديمة بنفخ المحارة للإيذان ببدء المعركة، كما تم وصفه في حرب كوروكشترا، في ماهابهاراتا (Mahabharata)، الملحمة الهندوسية الشهيرة.
ويُقال أن إله الحماية، فيشنو (Vishnu)، يقبض على محارة خاصة، بانشاجنيا، تمثل الحياة، لأنها قد خرجت من المياه التي هي قِوام الحياة، يُعتقد كذلك أن صوت المحار يطرد الأرواح الشريرة.
يحتاج النفخ في المحار أو الشانكا إلى قوة هائلة وسعة في النفس، وبالتالي فإن النفخ في الشانكا بشكل منتظم يقلل من انسداد شرايين القلب ويحسن من أداء الجهاز التنفسي.

### البوذية
قد أدرجت البوذية أيضًا صدفة المحار، توربينيلا بيروم (Turbinella pyrum) باعتبارها أحد رموز السعادة الثمانية (Eight Auspicious Symbols).

### البيرو القديمة
لقد كان شعب موشي (Moche) في البيرو القديمة يعبدون البحر وقد صوروا صدف المحار في فنونهم في كثير من الأحيان.

## الأدب والتقاليد الشفهية
تحتوي رواية وليام غولدينغ (William Golding) أمير الذباب (Lord of the Flies) على إشارات متكررة «للمحار». في الكتاب يتم استخدام المحارة بمثابة بوق لدعوة الجميع معًا ويمسك بها كل من يتحدث في الاجتماعات، وتمثل الديمقراطية والنظام بشكل رمزي. ويُنظر إلى المحار ككائن حساس وجميل لتمثيل هذا المفهوم على الرغم من أن هشاشته تظهر عندما «تتم تجزئته إلى ألف قطعة بيضاء ويندثر وجوده.»
كما يصف اللغز الإنجليزي القديم Ic wæs be Sonde المحار: «كنت بالصوت، قرب السور البحري، في تيار المحيط، وأنا أسكن وحيدًا في مكان راحتي الأول. ... ولم أكن أعلم أنني يجب أن أتكلم منذ وقت مضى بلا فم على مقعد منتصف.» هناك معنى آخر لهذا اللغز "Ic wæs be Sonde" وهو أن صوت المحار يتوافق مع صوت روحي مسموع من العوالم العلوية. وفي التقاليد الهندوسية، يتم استخدام صدف المحار في الاحتفالات لاعتقاد أن الصوت الذي يصدره يتوافق مع وتيرة عالمية أعلى مرتبطة مع موسيقى المجالات.
هناك عن أسطورة غالبًا ما تقال للأطفال في بعض الثقافات من أنه يمكنهم سماع صوت المحيط إذا وضعوا الصدف على آذانهم، لكن هذا الصوت في الحقيقة هو بسبب ظاهرة فيزيائية تسمى رنين الصدف.
وللمحار (शंख؛ شانكا) دلالة جنسية في شعر براكريت (Prakrit):
انظر،
رافعة ثابتة هادئة
تومض على ورقة اللوتس
مثل صدفة محار ملقاه
على طبق زمرد لا تشوبه شائبة.
(Hāla's gāhā sattasaī 1.4; tr. M. Selby)
كان أوسشينال، وهم سكان أمريكا الأصليون (pueblo) في بلدية سان خوان ديل سور (San Juan del Sur) في دائرة ريفاس (Rivas Department) في المنطقة الجنوبية الغربية من نيكاراغوا، وفقًا لروايات متعددة شهادات يتواجدون في المنطقة المحلية التي أسسها أسلافهم بسبب وفرة المحار على شاطئ البحر. وبعد ذلك، قامت القبيلة باستخدام صدف المحار في العديد من الطقوس والعادات. وفي عام 2008، ذكر شهود على موقع الحفريات الأثرية المحلية أنه تم العثور على صدف المحار في قبور بعض السكان الأصليين التي تم اكتشافها مؤخرًا في أرض المقابر. بعضها لا يزال يحتفظ بأحجار اليشم، مما يدل على أهمية صدف المحار داخل مجتمعهم القبلي. [بحاجة لمصدر]

## وصلات خارجية
- Chisholm, Hugh, ed. (1911). "Conch" . Encyclopædia Britannica (بالإنجليزية) (11th ed.). Cambridge University Press.